# Liste der Biografien/Feb
Liste der Biografien |
Portal Biografien |
Personensuche
# |
A |
B |
C |
D |
E |
F |
G |
H |
I |
J |
K |
L |
M |
N |
O |
P |
Q |
R |
S |
T |
U |
V |
W |
X |
Y |
Z |
?
 
Fa |
Fe |
Ff |
Fh |
Fi |
Fj |
Fk |
Fl |
Fm |
Fn |
Fo |
Fr |
Ft |
Fu |
Fy
 
Fea |
Feb |
Fec |
Fed |
Fee |
Fef |
Feg |
Feh |
Fei |
Fej |
Fek |
Fel |
Fem |
Fen |
Feo |
Fer |
Fes |
Fet |
Feu |
Fev |
Few |
Fey |
Fez
Die Liste der Biografien führt alle Personen auf, die in der deutschsprachigen Wikipedia einen Artikel haben. Dieses ist eine Teilliste mit 17 Einträgen von Personen, deren Namen mit den Buchstaben „Feb“ beginnt.

## Feb

### Febb
- Febbraio, Surita (* 1973), südafrikanische Hürdenläuferin
- Febbraro, Diego (* 1960), italienischer Filmregisseur

### Febe
- Febel, Gisela (* 1955), deutsche Literaturwissenschaftlerin
- Febel, Reinhard (* 1952), deutscher Komponist

### Febl
- Febles, Diego (1929–2011), kubanisch-US-amerikanischer Automobilrennfahrer (Puerto Rico)

### Febr
- Febre, Cristian (* 1980), chilenischer Fußballspieler
- Febre, Louis (* 1959), mexikanischer Komponist
- Febrer i Callís, Andreu, katalanischer Dichter, Troubadour und Militär
- Febrer i Cardona, Antoni (1761–1841), spanischer Katalanist
- Febrer, Simón (1895–1989), spanischer Radrennfahrer
- Febres Cordero, León (1931–2008), ecuadorianischer Ingenieur, Geschäftsmann und Politiker
- Febres Cordero, Miguel (1854–1910), ecuadorianischer Angehöriger des Ordens der Brüder der christlichen Schulen und Heiliger
- Febres, Ottaynis (* 2006), venezolanische Diskuswerferin
- Febrianti, Citra (* 1988), indonesische Gewichtheberin
- February, Basil (1944–1968), südafrikanischer Freiheitskämpfer

### Febv
- Febvay, Claire (* 1982), französische Wasserspringerin
- Febvre, Lucien (1878–1956), französischer HistorikerLucien Febvre (1878–1956)

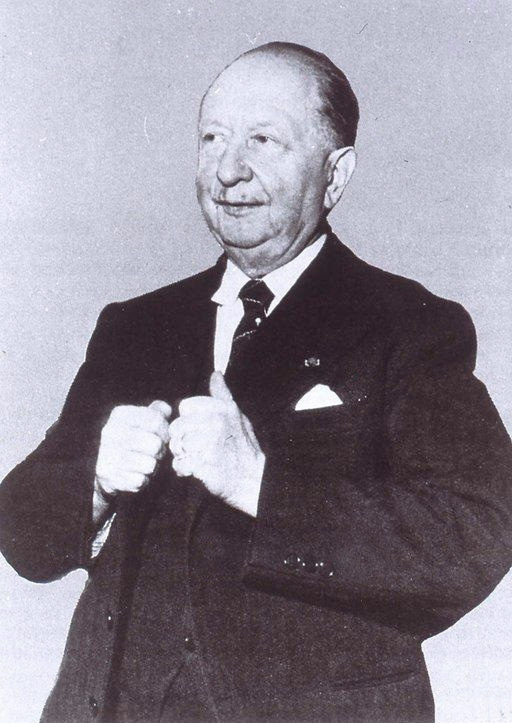
Lucien Febvre (1878–1956)